# Marcin Prus
Marcin Prus (ur. 16 października 1978 w Starogardzie Gdańskim) – siatkarz, wielokrotny reprezentant Polski, grający na pozycji środkowego.
Gdy był mały wypadł z okna. Najpierw wyjmował szczebel po szczeblu z dziecięcego łóżeczka, następnie podszedł do okna, otworzył je, wychylił się i patrzył na babcię, która na podwórku rozwieszała pranie. Przerażona babcia zaczęła rozrzucać poduszki, żeby zamortyzować możliwy upadek. W tym czasie półtoraroczny Marcin stracił równowagę. Leciał w dół krótko z 2. piętra, ale szybko w stronę ziemi. Babcia Helena wyprostowała ręce i czekała, aż wnuk spadnie dla niej na ręce. Jego babcia niestety uszkodziła sobie kręgosłup szyjny, a on miał pęknięty kręgosłup w odcinku dyskopatii L5 S1. Ta kontuzja odnowiła mu się w Szkole Mistrzostwa Sportowego w Rzeszowie. Po treningu z drużyną poszedł na kolację. Usiadł na krześle i nie mógł się ruszyć. Jego koledzy z drużyny podnieśli go i położyli na łóżku. Tak jak wtedy leżał, tak został przez kolejne trzy miesiące w pozycji leżącej na łóżku. Podczas swojej kariery siatkarskiej był nazywany Dennisem Rodmanem (amerykański koszykarz) polskiej siatkówki. Chodziło głównie, że zmieniał kolory swojej fryzury i miał barwną osobowość.
Przez 3 lata studiował na Politechnice Opolskiej. Skończył studia podyplomowe po pedagogice opiekuńczo-wychowawczej z pomocą społeczną na Uniwersytecie Pomorskim w Słupsku.

## Kariera klubowa
Karierę sportową rozpoczął w swoim rodzinnym mieście jako wychowanek SKS Polmos Starogard Gdański. Po skończeniu pierwszej klasy liceum ogólnokształcącego wyjechał do Rzeszowa, aby grać w SMS PZPS Rzeszów. Z Rzeszowa trafił do Mostostalu-Azoty Kędzierzyn-Koźle, gdzie grał przez pięć lat. Gdy był zawodnikiem Mostostalu-Azoty Kędzierzyn-Koźle w meczu ligowym z GTPS-em Gorzów Wielkopolski po wylądowaniu po ataku na środkową linię pękła mu kość w stopie. Przez trzy tygodnie grał z pękniętą kością. Wdała się martwica, gdzie trzeba było wyciąć fragment kości. Wtedy nie podano mu potrzebnych leków, bo jak stwierdzono był za młody. Wszystko wdało się w żyły. Potem przez trzy miesiące leżał bez ruchu w łóżku. Doktor Eugeniusz Majewski od leczenia żył i tętnic, zobaczył, że ma kilkanaście procent niezorganizowanych zakrzepów w żyłach, które mogły się oderwać i dojść do serca. W tym czasie, grając w Kędzierzynie-Koźle czterokrotnie został mistrzem Polski. W 2002 przeszedł do Hefra Gwardii Wrocław jednak z powodu kontuzji nie rozegrał ani jednego spotkania w barwach tego klubu. 15 października 2019 roku otrzymał głosami kibiców nagrodę Siatkarza XXV-lecia ZAKSY Kędzierzyn-Koźle.

## Po zakończeniu kariery
Obecnie współpracuje z radiem oraz telewizją, jest twórcą artykułów sportowych o tematyce siatkarskiej. Zaczynał w Telewizji Polskiej jako komentator spotkań siatkarskich, współpracownik telewizji Polsat, Polsat Sport oraz Polsat Sport Extra, jako reporter spotkań reprezentacji oraz wydarzeń ligowych. Pracownik kędzierzyńskiej rozgłośni radiowej Radio Park. 8 stycznia 2010 oficjalnie zakończył karierę zawodową meczem w Nowym Sączu. We wrześniu 2013 roku siatkarz wydał autobiografię Wszystkie barwy siatkówki.

## Sukcesy klubowe
Mistrzostwo Polski:
- 1998, 2000, 2001, 2002
- 1999

Puchar Polski:
- 2000, 2001, 2002

Puchar CEV:
- 2000

## Sukcesy reprezentacyjne
Mistrzostwa Europy Kadetów:
- 1995

Mistrzostwa Europy Juniorów:
- 1996

Mistrzostwa Świata Juniorów:
- 1997

## Nagrody indywidualne
- 1997: MVP Mistrzostw Świata Juniorów